# Shelburne (Massachusetts)
Pour les articles homonymes, voir Shelburne.
Shelburne est une ville du comté de Franklin dans l’État du Massachusetts.
Elle a été incorporée en 1768.
Sa population était de 1 884 habitants en 2020.